# 부산 구 경남상업고등학교 본관
부산 구 경남상업고등학교 본관(釜山 舊 慶南商業高等學校 本館)은 부산광역시 서구에 있는, 일제강점기 부산에 거주하는 일본인 자녀의 고등교육을 위해 세운 건축물이다. 2007년 7월 3일 대한민국의 국가등록문화재 제328호로 지정되었다.

## 현지 안내문
- 이 건물은 일제강점기 부산에 거주하는 일본인 자녀의 고등교육을 위해 세운 부산제일공립상업학교 교사이다. 좌우대칭형 평면으로 정면 가운데에 현관 포치(porch)가 돌출되어 있고, 포치 위쪽으로 독특한 형태의 첨탑이 설치되어 있으며, 벽면의 수직 몰딩 처리, 수직의 긴 창문을 규칙적으로 배열하는 등 전체적으로 위엄 있는 입면을 갖고 있다.

- 1927년 신축되어 해방 이후인 1946년부터 경남상업고등학교(당시 경남공립상업중학교, 현재 부경고등학교) 교사로 사용되고 있다.

- 해방과 더불어 미군 진주 후 군인병원으로 사용되었다는 기록은 있으나 해방 이전의 자료는 찾기 어려운 상황이며, 학교 건물로 사용되면서 일부 변경이 있었던 것으로 여겨진다.

- 즉, 중앙 현관의 계단은 학교 건물로 사용되면서 변화가 이루어졌으며, 또한 외부 벽돌을 보호하기 위하여 페인트를 발랐다. 그럼에도 불구하고 큰 변화 없이 유지되어 왔다고 할 수 있다.

## 같이 보기
- 부경고등학교

## 참고 자료
- 부산 구 경남상업고등학교 본관 - 국가유산청 국가유산포털